# Cao Pi
Cao Pi (névváltozatok: C’ao Pi, Cao Ce-huan (Cao Zihuan); császári név: Vej Ven-ti (Wei Wen Di); Csiao (Qiao), 187 – Lojang (Luoyang), 226) kínai császár, költő, irodalomkritikus.
Cao Cao fia, Cao Cse (Cao Zhi) bátyja volt. 204-től élt Je (Ye) városában, apja udvartartásában, kora neves költőinek társaságában. Már apja megszerezte a tényleges hatalmat az országban, de csak Cao Pi tette le a trónról a névleges uralkodót, és így a Vej-dinasztia (Wei-dinasztia) első császára lett.
Apjához és öccséhez hasonlóan erősen foglalkoztatta a költészet is az uralkodás mellett. Lírája erős szálakkal kötődik az apja udvarában élő Csien-an kor hét költőjének költészetéhez. Irodalomtörténeti tanulmányt is írt Tien-lun lun-ven (’Klasszikus tanulmányok’) címen. Uralkodói pozíciójából is fakadóan előtérbe helyezte a politikai-filozófiai tartalmú munkákat a személyes lírával szemben.

## Magyarul
- Cao Cse versei / Cao Cao és Cao Pi verseiből; ford. Csukás István et al., vál., prózaford., utószó, jegyz. Tőkei Ferenc; Európa, Bp., 1960